# Европейска морска змиорка
Европейските морски змиорки (Conger conger) са вид актиноптери от семейство Морски змиорки (Congridae).
Те са незастрашен вид. На дължина достигат до 1,5 метра.
Таксонът е описан за пръв път от Карл Линей през 1758 година.